# Higueras (Castellón)
Higueras (valencianisch: Figueres) ist eine Gemeinde (Municipio) mit 46 Einwohnern (Stand: 2024) in der Provinz Castellón in der spanischen autonomomen Region Valencia. 

## Geographie
Higueras liegt etwa 40 Kilometer westlich der Provinzhauptstadt Castellón de la Plana und etwa 48 Kilometer nordnordwestlich von Valencia im Bezirk Alto Palancia in einer Höhe von ca. 670 m. 

## Sehenswürdigkeiten
- Kirche der Unbefleckten Empfängnis